# نايجل براون
نايجل براون (بالإنجليزية: Nigel Brown)‏ هو رسام نيوزيلندي، ولد في 1949.